# Argilliers
Argilliers település Franciaországban, Gard megyében. Lakosainak száma 441 fő (2022. január 1.). Argilliers Collias, Saint-Maximin, Saint-Siffret és Vers-Pont-du-Gard községekkel határos.

## Népesség
A település népességének változása:
| Lakosok száma | 74   | 96   | 120  | 284  | 445  | 487  | 483  | 456  | 448  | 441  |
|               | 1968 | 1982 | 1990 | 2006 | 2013 | 2015 | 2017 | 2019 | 2020 | 2022 |